# Janowo (powiat Gołdapski)
Janowo (Duits: Johannisberg) is een plaats in het Poolse woiwodschap Ermland-Mazurië, gelegen in het district Gołdapski. De plaats maakt deel uit van de stad- en landgemeente Gołdap.